# Devetstrana antiprizma
| Uniformna devetstrana antiprizma | Uniformna devetstrana antiprizma                    |
| -------------------------------- | --------------------------------------------------- |
|                                  |                                                     |
| Vrsta                            | prizmatični uniformni polieder                      |
| Elementi                         | F = 20, E = 36, V =18 ({\displaystyle \chi \,} = 2) |
| Stranske ploskve na stranico     | 12{3} + 2{6}                                        |
| Schläflijev simbol               | s{2,9}                                              |
| Wythoffov simbol                 | \|2 2 2 9 2\|2 18                                   |
| Coxeter-Dinkinov diagram         |                                                     |
| Simetrijska grupa                | D9d, [2+,18], (2*9), red 36                         |
| Sklici                           | U77(g)                                              |
| Vrtilna grupa                    | D9 [9,2]+, (922), red 18                            |
| Dualni polieder                  | devetstrani trapezoeder                             |
| Značilnosti                      | konveksna                                           |
| Slika oglišč 3.3.3.9             |                                                     |

Devetstrana antiprizma je v geometriji ena izmed prizem v neskončni skupini antiprizem s sodim številom trikotniških stranskih ploskev zaprtih z dvema pravilnima mnogokotnikoma. Sestavljena je iz dveh devetkotnikov, ki sta povezana med seboj z obročem osemnajstih trikotnikov. Tako ima skupaj 20 stranskih ploskev.
Kadar so vse stranske ploskve pravilne, je to polpravilni polieder.